# Зигфрид (опера)
Зигфрид — третья опера Рихарда Вагнера из тетралогии Кольцо Нибелунга
 (Золото Рейна, Валькирия, Зигфрид, Гибель Богов). Цикл опер Кольцо Нибелунга обычно исполняется на фестивале в течение трёх дней и одного вечера. Опера Зигфрид длится около 4 часов и исполняется во второй день фестиваля.

## Действующие лица
| Партия                            | Тембр голоса | Исполнитель на премьере 15 августа 1876 г. (Дирижёр: Ханс Рихтер) | Известные испольнители                                                            |
| --------------------------------- | ------------ | ----------------------------------------------------------------- | --------------------------------------------------------------------------------- |
| Зигфрид                           | тенор        | Георг Унгер                                                       | Лауриц Мельхиор, Сет Сванхольм, Людвиг Зутхаус, Вольфганг Виндгассен, Джесс Томас |
| Миме, карлик-нибелунг             | тенор        | Карл Шлоссер                                                      | Пауль Куэн, Юлиус Патцак, Герхард Штольце, Хайнц Цедник                           |
| Альберих, его брат                | бас          | Карл Хилль                                                        | Густав Найдлингер                                                                 |
| Странник (бог Вотан)              | бас-баритон  | Франц Бец                                                         | Фридрих Шорр, Фердинанд Франц, Ханс Хоттер, Брин Терфель                          |
| Фафнер, великан, в образе дракона | бас          | Франц фон Райхенберг                                              | Йозеф Грайндль, Курт Бёме                                                         |
| Эрда, богиня судьбы               | контральто   | Луиза Жаде                                                        | Эрнестина Шуман-Хайнк                                                             |
| Брунгильда, дочь Вотана           | сопрано      | Амалия Матерна                                                    | Кирстен Флагстад, Марта Мёдль, Астрид Варнай, Биргит Нильсон, Гвинет Джонс        |
| Лесная птичка                     | сопрано      | Мария Хаупт                                                       | Рита Штрайх                                                                       |

## Краткое содержание

### Первое действие
Зигфрид, сын Зиглинды и Зигмунда, воспитывается в лесу кузнецом Миме, братом Альбериха. Миме надеется, что мальчик добудет ему кольцо из золота Рейна, которое охраняет Фафнер, превратившийся в Дракона. Однако, какой бы меч ни сковал Миме, Зигфрид его ломает. У Миме всё ещё остались обломки Нотунга, но он не знает, как из них снова сковать меч. Однажды, когда Зигфрида нет дома, Миме посещает Вотан в образе странника. Он рассказывает, как снова сковать меч: «только тот, кто никогда не ведал страха, меч Нотунг скуёт опять», но одновременно Миме узнает, что именно этот бесстрашный отрубит Миме голову. Зигфрид соединяет обломки и сковывает меч заново. Миме задумывает план, как убить бесстрашного Зигфрида при помощи отравленного напитка, чтобы спасти свою голову и захватить себе кольцо.

### Второе действие
Альберих сторожит нору Фафнера. Он обвиняет Вотана в желании захватить кольцо, но Вотан отказывается от него в пользу Зигфрида. Появляются Миме и Зигфрид. Миме удаляется (из уважения к Фафнеру), в то время как Зигфрид наслаждается настроением леса и пением птиц. При этом он нечаянно будит Фафнера. После этого он побеждает Фафнера, кровь которого попадает Зигфриду на язык, после чего он начинает понимать речь птиц. Лесная птица советует ему взять из сокровищ Фафнера кольцо и шапку-невидимку. К досаде Альбериха и Миме, Зигфрид следует этому совету. Зигфрид понимает, что Миме хотел использовать и убить его, и поэтому убивает Миме. Вдохновлённый лесной птицей, он отправляется в путь на поиски спящей Брунгильды.

### Третье действие
Вотан будит Эрду, от которой надеется узнать совет, как остановить несущееся колесо — он не знает, как ему поступать далее. Но Эрда не может ему ничего посоветовать. Гибель богов кажется неизбежной.
Вотан встречается с Зигфридом, он надеется на последний шанс получить от того кольцо и этим избежать своей гибели. Это ему не удается. Зигфрид ломает копьё Вотана. Отступив, Вотан возвращается в Валгаллу.
Зигфрид продолжает свой путь в поисках скалы Брунгильды. Он проезжает сквозь огонь, находит Брунгильду и обручается с ней. Зигфрид, который был неспособен познать страх, которого не испугали лесные звери и дракон, познаёт наконец-то страх в любви к женщине и «забывает его насовсем».

## Избранные записи
(солисты даются в следующем порядке: Зигфрид, Брунгильда, Странник, Альберих, Фафнер)
- 1937 — Дир. Артур Боданцки; солисты: Лауриц Мельхиор, Кирстен Флагстад, Фридрих Шорр, Эдуард Хабих, Эмануэль Лист; оркестр театра «Метрополитен-опера».
- 1950 — Дир. Вильгельм Фуртвенглер; солисты: Сет Сванхольм, Кирстен Флагстад, Йозеф Герман, Алоиз Пернершторфер, Людвиг Вебер; оркестр театра «Ла Скала».
- 1953 — Дир. Йозеф Кайльберт; солисты: Вольфганг Виндгассен, Марта Мёдль, Ханс Хоттер, Густав Найдлингер, Йозеф Грайндль; оркестр Байрёйтского фестиваля.
- 1953 — Дир. Вильгельм Фуртвенглер; солисты: Людвиг Зутхаус, Марта Мёдль, Фердинанд Франц, Алоиз Пернершторфер, Йозеф Грайндль; оркестр Римского радио (RAI).
- 1957 — Дир. Ханс Кнаппертсбуш; солисты: Бернд Альденхофф, Астрид Варнай, Ханс Хоттер, Густав Найдлингер, Йозеф Грайндль; оркестр Байрёйтского фестиваля.
- 1962 — Дир. Георг Шолти; солисты: Вольфганг Виндгассен, Биргит Нильссон, Ханс Хоттер, Густав Найдлингер, Курт Бёме; Венский филармонический оркестр.
- 1967 — Дир. Карл Бём; солисты: Вольфганг Виндгассен, Биргит Нильссон, Тео Адам, Густав Найдлингер, Курт Бёме; оркестр Байрёйтского фестиваля.
- 1968—69 — Дир. Герберт фон Караян; солисты: Джесс Томас, Хельга Дернеш, Томас Стюарт, Золтан Келемен, Карл Риддербуш; Берлинский филармонический оркестр.

## Избранные видеозаписи
(солисты даются в следующем порядке: Зигфрид, Брунгильда, Странник, Альберих, Фафнер)
- 1980 — Дир. Пьер Булез; солисты: Манфред Юнг, Гвинет Джонс, Дональд МакИнтайр, Херман Бехт, Фриц Хюбнер, оркестр Байройсткого фестиваля; режиссёр Патрис Шеро;
- 2006 — Дир. Микаэль Шёнвандт; солисты: Стиг Андерсен, Ирэн Теорин, Джеймс Джонсон, Стэн Буриэл, Кристиан Кристиансен, оркестр Датской королевской оперы; режиссёр Каспер Бех Холтен;
- 2011 — Дир. Фабио Луизи; солисты: Джей Хантер Моррис, Дебора Войт, Брин Терфель, Эрик Оуэнс, Ханс-Петер Кёниг, оркестр Метрополитен-опера; режиссёр Робер Лепаж.